# اودرو گون
اودرو گون (انگلیسی: Odero Gon; ۱۵ آوریل ۱۹۳۳ – ۲ ژوئن ۲۰۲۱) بازیکن فوتبال اهل ایتالیا بود.
از باشگاه‌هایی که در آن بازی کرده‌است می‌توان به باشگاه فوتبال اودینزه اشاره کرد.